# ウムラ

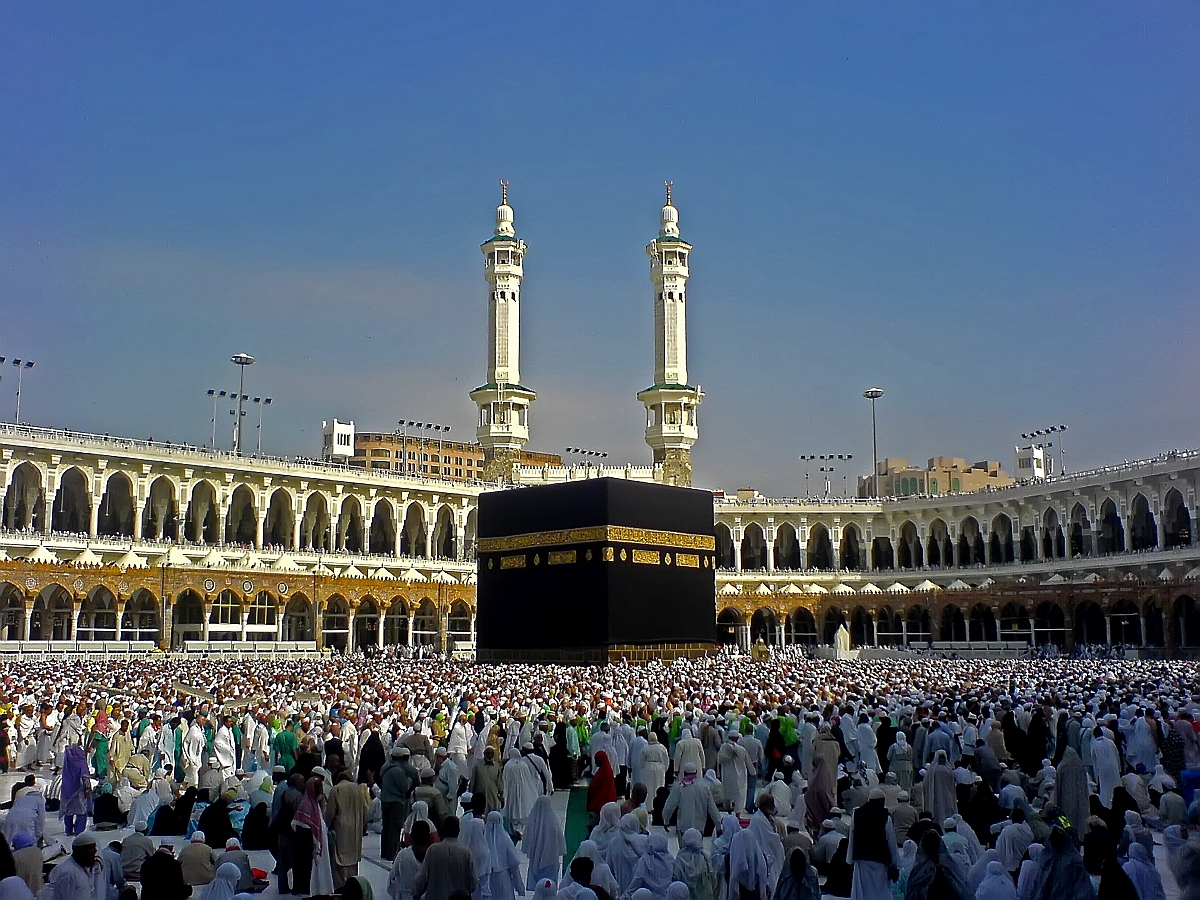
サウジアラビアのヒジャーズ地方・メッカにあるカアバ神殿の周りを回る巡礼者たち（2007年）

ウムラ (アラビア語: عُمْرَة, ラテン文字転写: ‘umra, 英: umrah) は、イスラム教における巡礼の一形態であり、メッカにあるカアバ聖殿を訪れる巡礼のうち、ある特別な時期以外に行われるものをいう。これに対して、その特別な時期（ズー・ル＝ヒッジャ月8日-10日）に特定の儀式を伴って行うものを「ハッジ」（ḥajj）という。ハッジを大巡礼、ウムラを小巡礼（al-ḥajj al-ṣaghīr, 英: lesser pilgrim）と呼ぶこともある。
アラビア語の「ウムラ」の原義は「人の多い場所を訪れる」という意味である。イスラーム法上、上述の小巡礼としての「ウムラ」が有効とみなされるためには、イフラームに入ってカアバを歩いて回るタワーフ (Tawaf) およびサファーとマルワの丘を往復するサアイー (Sa'i) の2つを行う必要がある。陸路で巡礼する場合は、ズー・ル＝ハリーファ、アル＝ジュフファ、ザート・イルク、カルン・ル＝マナーズィル、ヤラムラム、カルン・ル＝マナーズィなどのミーカートと呼ばれる場所でイフラームに入らなければならない。空路または海路で巡礼に出向く場合も、それぞれ決められた場所でイフラームに入ることになる。ハッジはイスラーム教の五行の一つであり、健康で経済的に余裕のある全てのムスリムに義務づけられているが、ウムラは行うことが強く推奨されてはいるものの義務ではなく、五行にも含まれない。

## 語源
アラビア語の「ウムラ」（‘umra）が本来意味するところは、「ある場所、ある人物のところへ行こうとすること」（al-qaṣd）だったと説明するウラマーもいるが、より明快であり曖昧でない言葉、「訪問すること」（al-ziyāra）を用いて説明するウラマーもおり、こちらの方が多数説である。

## イフラームとの関係
ウムラは必ず「イフラーム」の状態で実践されなければならない。この点ではハッジと同じである。ウムラをするためにイフラームの状態に入るのに適した場所（ミーカート）が3箇所あるとされていて、1つはジーラーナ、1つはフダイビーヤ、もう1つはタンイームである。特にタンイームがウムラに適しているとされていて、タンイームには「アル・ウムラ」（al-‘Umra、「ウムラの地」ほどの意）の別名もあるほどである。

## ハッジとウムラの違い
どちらもイスラム教における聖地への巡礼であることは同じであり、その違いはそれぞれの重要性と成就に必要な儀式にある。
- ハッジはイスラム教における五行の1つであり、身体的・経済的な問題がない限り、全てのムスリムは一生に一度行う義務があるとされる。一方、ウムラは五行に含まれず、強く推奨されてはいるものの義務ではない。
- ハッジはヒジュラ暦のズー・ル＝ヒッジャ月（巡礼月）8日から10日を中心とした特定の時期に行う。一方、ウムラはいつ行ってもよい。
- ハッジはさまざまな儀式を経なければならず、数日単位の時間がかかるが、ウムラは数時間で終えることができる。

## ウムラの種類
巡礼者がハッジの時期にウムラを行うかどうかにより、以下の2つに区別される。 
- ウムラ・アッ＝タンマツ (Umrat al-Tammatu) - ウムラの儀式がハッジの儀式と同時に行われる場合。より正確には、ウムラの儀式が最初に行われ、続いてハッジの儀式が行われる。
- ウムラ・アル＝ムフラダ (Umrat al-Mufradah) - ウムラの儀式がそれ単独で行われる場合[3]。

## 儀式
巡礼者はイブラーヒーム (キリスト教におけるアブラハム) とその2番目の妻ハージャル (ハガル) の生涯、および世界中のムスリムとの連帯を象徴する一連の儀式を行う。巡礼者はイフラームの状態でメッカ近郊に立ち寄り、以下のことを行う。 
- タワーフ (アラビア語: طواف、Tawaf) - カアバ神殿の周りを反時計回りに7周回る。男性は急ぎ足で3周回った後、カアバ神殿にさらに近づいてゆっくりと4周回るべきであるとされている[4]。
- サアイー (アラビア語: سعي、Sa'i) - サファーとマルワの丘の間を7往復する。これはハージャルが渇きを訴えたイスマーイール (イシュマエル) のため懸命に水を探した故事(創世記21:14-19)を追体験するものである。イスマーイールが泣きながら足で地面を打つ (天使ジブリール (ガブリエル) が足または翼の先で地面を打ったとも) と、そこからたちまち水が湧き出したという。このとき湧き出たのがザムザムの泉であるとされる。
- ハルク (Halq) またはタクスィール (Taqsir) - ハルクは巡礼の締めくくりに頭髪を完全に剃り上げるもので、男性が行う。タクスィールは女性が行うもので、頭髪の一部を1-2インチほど切り払う。これらはいずれも、肉体的な外見への賛美はすべて神の思し召しに従うことを意味している。これを行うため、ウムラの終わりまで頭髪や髭を切ったり剃ったりすることは避けられる。

これらの儀式を行うことでウムラが成就し、イフラームから出ることができる。儀式の一部ではないが、多くの巡礼者はザムザムの泉の水を飲む。ウムラの儀式は、宗派ごとに幾分異なっている。 
巡礼のピークは、ハッジの期間の前後のほかラマダーン末の10日間である。

## 歴史
歴史的には、常にすべてのムスリムが聖地に立ち入りができたわけではなく、それゆえハッジおよびウムラが自由に行えたわけでもない。イスラーム教の伝説では、ムハンマドの時代には偶像崇拝を行う部族がメッカを支配していたため、ムスリムがメッカに赴いてウムラまたはハッジを行う権利を確保する試みがなされたとされる。 

### フダイビーヤの和議
イスラム教の初期には、メッカを支配していた異教徒と、メッカで巡礼を行おうとしたムスリムとの間に緊張があったとされている。イスラム教の伝説では、628年 (ヒジュラ暦 6年)、メディナにいたムハンマドは夢見に基づいてウムラの儀式を行おうと信徒らとともにメッカに赴いたが、現地を支配していたクライシュ族に立ち入りを拒まれてしまった。ムハンマドは、ただ巡礼をして、速やかに街を立ち去るだけであると主張したが、クライシュ族は受け入れなかった。 
預言者ムハンマドは、聖なるカアバを尊重して、武力をもってメッカへの入域を果たすことをよしとせず、外交交渉を進めさせた。この結果、フダイビーヤの和議が結ばれ、10年間の和平の他、翌年から年に3日間だけカアバへの立ち寄りを認めることなどが約された。このため、この年はムハンマドやそれに付き従った信徒はウムラを成就できずにメディナに帰還することになった。 

### 最初のウムラ
イスラム教の伝説によれば、翌629年 (ヒジュラ暦7年) にフダイビーヤの和議に従い、ムハンマドと信徒2,000人が最初のウムラを行った。その後、ムハンマドは同年12月にメッカ征服を命じて自らも参加したとされる。メッカ征服後、ムスリムを迫害し戦ったメッカの住民はムスリムからの報復を恐れていたが、ムハンマドは彼らを許したという。 
メッカ征服後、殺人やその他の罪を犯したり、和平を破り戦争を起こしたとされるイクリマ・ブン・アビー・ジャフル、アブドゥッラー・ブン・サアド・ブン・アビー・サルフ、ハッバール・ブン・アスワド、ミクヤース・スバーバ・ライスィー、フワイラス・ブン・ヌカイド、アブドゥッラー・ヒラールと4人の女性の計10人は許され、殺されることはなかった。 
イスラーム教の預言者ムハンマドは生涯に4度、移住先のマディーナからメッカに巡礼しようと試みた:15-54。最初の1回（628年）は妨害にあって失敗、続く2回目（629年）と3回目（630年）は巡礼こそ実現させたものの、ムハンマド当人はこれらを不完全なものと捉えた:15-54。632年に自分の死が近いことを知ったムハンマドは、4万人とも伝わる信徒を連れてメッカに4回目の巡礼を行い、その後死去した:15-54。こうした経緯から「別離の巡礼」あるいは「告別の巡礼」と呼ばれるこのときの巡礼の際にムハンマドが実行したと伝承される数々の儀礼プロセスの全体が、625年にムハンマドに啓示された、ムスリムの義務とされる巡礼（＝ハッジ）であると理解された:15-54。
歴史的にはこのように確立されていったハッジの具体的な実践儀礼は、坂本(2000)が解説するところによると、次の5つのプロセスを踏む:15-54。(1) 巡回の儀礼、(2) 早駆けの儀礼、(3) アラファートにおける立礼、(4) ミナーにおける投石儀礼、(5) 犠牲祭（日本語への訳語はいずれも坂本(2000)が選択したところによる）:15-54。このうち、(1) 巡回の儀礼と (2) 早駆けの儀礼はいつ実践してもよいとされ、この部分だけを取り出して行うのが「ウムラ」である:15-54。
ウムラの効用に関しては、前回のウムラから日常生活において犯してしまった罪が次回のウムラで帳消しになるという趣旨のムハンマドの言葉の伝承が伝わっているが、ハッジの効用に関しては何も伝わっていない:76。少なくとも歴史的には、ウムラに贖罪の作用があると信じられていたと言える:76。